# Sofiane Bouzian
Sofiane Bouzian (13 juli 2000) is een professioneel Belgisch voetballer van Marokkaanse origine. Hij staat onder contract bij KV Mechelen.
Op 9 augustus 2019 maakte Sofiane zijn debuut in de eerste ploeg in de wedstrijd tegen RSC Anderlecht. In de allerlaatste minuut van de eerste helft kwam hij Yannick Thoelen vervangen, die met een rode kaart van het veld werd gestuurd. De wedstrijd eindigde op een 0-0 gelijkspel.

## Statistieken
| Seizoen         | Club            | Competitie       | Competitie | Competitie | Play-offs | Play-offs | Beker | Beker | Supercup | Supercup | Totaal | Totaal |
| Seizoen         | Club            | Competitie       | Wed.       | Dlp.       | Wed.      | Dlp.      | Wed.  | Dlp.  | Wed.     | Dlp.     | Wed.   | Dlp.   |
| --------------- | --------------- | ---------------- | ---------- | ---------- | --------- | --------- | ----- | ----- | -------- | -------- | ------ | ------ |
| 2018-2019       | KV Mechelen     | Eerste klasse B  | 0          | 0          | 0         | 0         | 0     | 0     | —        | —        | 0      | 0      |
| 2019-2020       | KV Mechelen     | Eerste klasse A  | 1          | 0          | 0         | 0         | —     | —     | 0        | 0        | 1      | 0      |
| 2020-2021       | KV Mechelen     | Eerste klasse A  | 0          | 0          | 0         | 0         | 0     | 0     | —        | —        | 0      | 0      |
| 2021-2022       | KVK Tienen      | Eerste nationale | 24         | 0          | 0         | 0         | 2     | 0     | —        | —        | 26     | 0      |
| 2022-2023       | KVK Tienen      | Eerste nationale | 15         | 0          | 0         | 0         | 0     | 0     | —        | —        | 15     | 0      |
| Carrière totaal | Carrière totaal | Carrière totaal  | 40         | 0          | 0         | 0         | 2     | 0     | 0        | 0        | 42     | 0      |